# Lake Rudolf Airport
Lake Rudolf Airport är en flygplats i Kenya. Den ligger i den nordvästra delen av landet, 500 km norr om huvudstaden Nairobi. Lake Rudolf Airport ligger 397 meter över havet.
Terrängen runt Lake Rudolf Airport är platt. Runt Lake Rudolf Airport är det glesbefolkat, med 14 invånare per kvadratkilometer. Det finns inga samhällen i närheten. Trakten runt Lake Rudolf Airport är ofruktbar med lite eller ingen växtlighet.